# Ferdinand Katipana
Ferdinand Katipana (Amersfoort, 19 september 1980) is een  Nederlands voormalig profvoetballer.
Hij verruilde in de zomer van 2006 Haarlem voor Cambuur Leeuwarden, waar hij werd herenigd met trainer Roy Wesseling. Katipana was een oude bekende in Leeuwarden, hij speelde in het seizoen 2002-2003 ook al in de Friese hoofdstad. Hij moest zich bij Cambuur richten op de positie van linksachter. In 2008 kwam zijn profloopbaan ten einde en ging hij als amateur spelen voor de IJsselmeervogels en FC Lienden.  

## Carrière
| Seizoen | Club                  | Wedstrijden | Doelpunten | Competitie         |
| ------- | --------------------- | ----------- | ---------- | ------------------ |
| 2002/03 | Cambuur Leeuwarden    | 26          | 7          | Eerste divisie     |
| 2003/04 | Haarlem               | 30          | 0          | Eerste divisie     |
| 2004/05 | Haarlem               | 30          | 2          | Eerste divisie     |
| 2005/06 | Haarlem               | 21          | 1          | Eerste divisie     |
| 2006/07 | Cambuur Leeuwarden    | 18          | 0          | Eerste divisie     |
| 2007/08 | SC Cambuur Leeuwarden | 29          | 2          | Eerste divisie     |
| 2008/09 | IJsselmeervogels      | 28          | 3          | Hoofdklasse B      |
| 2009/10 | IJsselmeervogels      | 27          | 6          | Hoofdklasse B      |
| 2010/11 | IJsselmeervogels      | 13          | 2          | Topklasse Zaterdag |
| 2011/12 | IJsselmeervogels      | 27          | 1          | Topklasse Zaterdag |
| 2012/13 | IJsselmeervogels      | 19          | 1          | Topklasse Zaterdag |
| 2013/14 | FC Lienden            |             |            | Topklasse Zaterdag |
| Totaal  |                       | 268         | 25         |                    |

Bijgewerkt t/m 25 januari 2014